# Sigus
Sigus est une commune de la Wilaya d'Oum El Bouaghi en Algérie, dont l'origine remonte à l'époque romaine.
La tribu des Ouled Seguen vit près de cette ville.

## Géographie

### Localités de la commune
La commune de Sigus est composée de 23 localités :
- Centre de Sigus
- Bir Tandja
- Theniet Ben Djeiter
- Taxas
- Bir Merzak
- Hazam Ben Abdallah
- Boucheri
- Grar Touam
- Boute biben
- Guelt Saker
- Chabet El Ma
- Merabet Toumi
- Melaab
- Dekkiche
- Tassa
- Hamoudi
- El Ksar
- Halimi
- Reghdi
- Ras El Aïn
- Theleth El Hemri
- Zaouia Bouhdjar
- Satha

## Histoire

### Nécropole mégalithique
Sigus dispose également d’une vaste nécropole mégalithique qui remonte à l’ère protohistorique, phase intermédiaire entre la Préhistoire et l’Histoire, marquée par l’avènement des toutes premières manifestations architecturales, donc du passage de l’état nomade à la sédentarisation.
Elle s’étend de la plaine de Fesguia au sud-ouest à Redjie, Safia au Sud-Est du village.
Ce site, contient des sépultures très rares (dolmens, menhirs, cromlechs). Le dolmen aux trois menhirs est unique au monde. Ces vestiges de monuments antérieurs à l’occupation romaine et dénommés tantôt celtiques, tantôt mégalithiques par les explorateurs, sont au nombre de 1200.
Il s’agit donc d’une population de près de 5000 individus. Aujourd’hui, il reste, selon des spécialistes qui évoquent un véritable massacre, à peu près, 50 ou 60 monuments éligibles à la réhabilitation.
Le site, qui s'étend sur plus de 280 hectares, a été classé au patrimoine national algérien en 1968. Toutefois, des archéologues et professeurs algériens regrettent l'expansion urbaine qui menace d’empiéter sur le site.  

### Castellum Repulica
Selon les écrits de Stéphane Gsell, une notoriété de la société archéologique de Constantine sous la colonisation, qui fait référence à un évêque cité dans l’Atlas archéologique de l’Algérie (AAA), Sigus est « Castellum Repulica », un municipe romain sous le Bas-Empire (235-476), qui contiendrait, entre autres, une assemblée et une basilique datant de la civilisation romaine.
Sigus est également repérable sur la carte illustrant le réseau routier de l’Afrique romaine au musée de Cirta à Constantine, en tant que point de liaison entre l’antique Cirta et les différentes cités romaines de l’Est, à savoir, Gadiovfala, Tigisi, Tenebreste et Theveste (Tébessa) sur l’itinéraire d’Antonin en passant par Macomades et Marcemeni et Bagaï en allant vers Mascula.
Par ailleurs, il convient de noter qu’à Sila, à 8 km au Sud-Ouest de Sigus, se trouvent des vestiges de la cité romaine de Sila, un fort byzantin et 4 basiliques chrétiennes. L’une d’elles est située à 1 000 m à l’Ouest du fort et possède trois nefs. La nef centrale est prolongée à l’est par une abside de forme arrondie, au sud par une sacristie et au nord par un baptistère. L’édifice mesure au total 21,30 m de longueur et 14,30 m de largeur (St. Gsell : AAA.F17.no 333).

### Époque coloniale française: 1830 - 1962
Le Village de la commune mixte Aïn-M'Lila : (centre créé en 1874 dans le Département et l'Arrondissement de Constantine), créé en 1878  et ancien bordj de commandement ben Zebri.